# NGC 475
NGC 475 (również IC 97 lub PGC 4796) – galaktyka eliptyczna (E), znajdująca się w gwiazdozbiorze Ryb. Odkrył ją Albert Marth 3 listopada 1864 roku.